# Судан на літніх Олімпійських іграх 2016
Судан на літніх Олімпійських іграх 2016 був представлений 6 спортсменами у 3 видах спорту. Жодної медалі олімпійці Судану не завоювали.

## Спортсмени
| Дисципліна     | Чоловіки | Жінки | Разом |
| -------------- | -------- | ----- | ----- |
| Легка атлетика | 2        | 1     | 3     |
| Дзюдо          | 1        | 0     | 1     |
| Плавання       | 1        | 1     | 2     |
| Разом          | 4        | 2     | 6     |

## Легка атлетика
Легенда
- Note – для трекових дисциплін місце вказане лише для забігу, в якому взяв участь спортсмен
- Q = пройшов у наступне коло напряму
- q = пройшов у наступне коло за добором (для трекових дисциплін - найшвидші часи серед тих, хто не пройшов напряму; для технічних дисциплін - увійшов до визначеної кількості фіналістів за місцем якщо напряму пройшло менше спортсменів, ніж визначена кількість)
- NR = Національний рекорд
- N/A = Коло відсутнє у цій дисципліні
- Bye = спортсменові не потрібно змагатися у цьому колі

Трекові і шосейні дисципліни
| Спортсмен    | Дисципліна                                  | Попередній забіг | Попередній забіг | Півфінал         | Півфінал         | Фінал            | Фінал            |
| Спортсмен    | Дисципліна                                  | Результат        | Місце            | Результат        | Місце            | Результат        | Місце            |
| ------------ | ------------------------------------------- | ---------------- | ---------------- | ---------------- | ---------------- | ---------------- | ---------------- |
| Ахмед Алі    | біг на 200 метрів (чоловіки)                | 20.78            | =7               | Завершив виступ  | Завершив виступ  | Завершив виступ  | Завершив виступ  |
| Абдалла Юсіф | біг на 3000 метрів з перешкодами (чоловіки) | 8:52.20          | 15               | Н/Д              | Н/Д              | Завершив виступ  | Завершив виступ  |
| Аміна Бахіт  | біг на 800 метрів (жінки)                   | 2:07.65          | 7                | Завершила виступ | Завершила виступ | Завершила виступ | Завершила виступ |

## Дзюдо
| Спортсмен           | Категорія           | 1/32 фіналу        | 1/16 фіналу           | 1/8 фіналу         | Чвертьфінали       | Півфінали          | Втішний поєдинок   | Фінал / БМ         | Фінал / БМ      |
| Спортсмен           | Категорія           | Суперник Результат | Суперник Результат    | Суперник Результат | Суперник Результат | Суперник Результат | Суперник Результат | Суперник Результат | Місце           |
| ------------------- | ------------------- | ------------------ | --------------------- | ------------------ | ------------------ | ------------------ | ------------------ | ------------------ | --------------- |
| Іслам Моньє Суліман | до 90 кг (чоловіки) | Bye                | Браун (USA) L 000–100 | Завершив виступ    | Завершив виступ    | Завершив виступ    | Завершив виступ    | Завершив виступ    | Завершив виступ |

## Плавання
| Спортсмен                | Дисципліна                          | Попередній заплив | Попередній заплив | Півфінал         | Півфінал         | Фінал            | Фінал            |
| Спортсмен                | Дисципліна                          | Час               | Місце             | Час              | Місце            | Час              | Місце            |
| ------------------------ | ----------------------------------- | ----------------- | ----------------- | ---------------- | ---------------- | ---------------- | ---------------- |
| Абделазіз Мохаммед Ахмед | 50 метрів вільним стилем (чоловіки) | 27.71             | 81                | Завершив виступ  | Завершив виступ  | Завершив виступ  | Завершив виступ  |
| Ханін Ібрагім            | 50 метрів вільним стилем (жінки)    | 36.23             | 84                | Завершила виступ | Завершила виступ | Завершила виступ | Завершила виступ |